# デルシー・ロドリゲス
デルシー・エロイナ・ロドリゲス・ゴメス（スペイン語: Delcy Eloína Rodríguez Gómez , 1969年5月18日 - ）は、ベネズエラの弁護士、外交官、政治家。2013年から同国第22代副大統領兼経済財務相を務める。外務相、通信情報相を歴任。2017年にロドリゲスは、マドゥロが政権に非難する野党への反発を受けて、創設した制憲議会の議長を務めている。
マドゥロ政権下の閣僚として、有力な最側近の1人となっている。マドゥロ政権での人権侵害に加担した疑いでEUやアメリカ合衆国、コロンビア、カナダから国際制裁を受けている。

## 来歴

### 生い立ち
1969年にカラカスで共産主義者であったホルヘ・アントニオ・ロドリゲスの娘として生まれた。父のホルへ・アントニオ・ロドリゲスは当時の大統領であったカルロス・アンドレス・ペレスへの批判を強めていたが、1976年に政府に逮捕され、拷問を受けた。直後に拷問のショックによる心臓発作を起こし、34歳の若さで死去した。
ロドリゲスは1993年にベネズエラ中央大学を卒業し、法律の学位を取得する。ベネズエラ中央大学の教授に就任した他に、ベネズエラ労働弁護士協会内の組合会長を務めた。

### 政界進出
2003年に政界進出を果たし、ベネズエラ大統領府の一般調整に加わった。エネルギー鉱山省の国際問題責任者に就任する。2005年、ロドリゲスは欧州担当副大臣に任命された。ウゴ・チャベス大統領の政権下で2006年2月から8月まで大統領府大臣を務め、翌年には兄のホルヘ・ロドリゲス副大統領のゼネラルコーディネーターを務めた。2013年8月3日から2014年10月13日まで、ニコラス・マドゥロ大統領は彼女をベネズエラの通信情報大臣に任命された。
2015年12月21日、ニコラス・マドゥロ大統領の代理人として、ロドリゲスはアスンシオンで開催された第49回メルコスール首脳会議に出席した。この首脳会議でロドリゲスは、ベネズエラが指定している政治犯をアルゼンチンのマウリシオ・マクリ大統領が恩赦を施したことに激高した。
同じサミットで、ロドリゲスはレオポルド・ロペスと公共の建物を攻撃する野党抗議者を描いた写真を提示した。ロドリゲスは通信社から入手したこれらの画像が、「不可欠な公共サービスやベネズエラの大学に対する攻撃」に対するロペスの責任を証明していると主張した。
2016年から2017年にかけて、ロドリゲスは米州機構（OAS）の事務総長であるルイス・アルマグロがベネズエラに関する制裁を認めたことに対し、アルマグロへの侮辱を酷く行っている。2016年6月24日、カラボボの戦い195周年を記念して、ニコラス・マドゥロ大統領はロドリゲスに国防勲章を授与され、マドゥロは演説でロドリゲスはベネズエラの領土を名誉と愛を持って、守っていると称賛。
ブラジル、アルゼンチン、パラグアイがベネズエラのメルコスールからの停止を審議するために招集された。3国はベネズエラがブロック内の正会員の前提条件を遵守していないことを非難し、特に貿易、民主主義、人権の分野で、メルコスールの規定を遵守する必要性を強調した。同時にアルゼンチンはメルコスールの仮議長に就任した。ベネズエラはメルコスールの資格停止を認めず、引き続き加盟を継続すると表明。
2017年7月30日、ロドリゲスは憲法制定議会に召集される。2017年8月4日に連邦立法宮殿で制憲議会が設立されると、ロドリゲスは議長に選出された。2月7日、ロドリゲスはベネズエラ統一社会党(PSUV)を辞任し、国内の政治組織の二重加盟を禁止する法令を遵守し、MSVの仲間入りを果たした。
2018年6月14日、マドゥロ大統領はタレック・エル・アイサミの後任として、ロドリゲスをベネズエラの副大統領に任命した。
2020年にはEUから制裁及び入国禁止を受けているにも拘らず、トルコへの外遊途中として、EU加盟国のスペインのアドルフォ・スアレス・マドリード＝バラハス空港を訪問。ホセ・ルイス・アバロス国土交通大臣がロドリゲスの訪問に応対した。スペインのメディアによるとロドリゲスの訪問を仕向けたのは、ベネズエラに友好的な態度を取っているパブロ・イグレシアス第二副首相（当時）であったという。

## 家族
兄の ホルへ・ロドリゲスは2007年に副大統領を務めている他に、2021年から国民議会議長を務めている。
パートナーであったアルフレド・ホセ・アンソラが2008年に飛行機事故で死亡しているため、現在は独身である。